# Petrohradský protokol
Petrohradský protokol (bulharsky Петербургският протокол) byla dohoda o jižní Dobrudže, kterou na základě mezinárodní arbitráže spolu po první balkánské válce uzavřely Bulharsko a Rumunsko 9. května.greg.

## Okolnosti
Ihned po prvních úspěších bulharské armády v první balkánské válce proti Osmanské říši začalo Rumunsko po Bulharsku požadovat územní ústupky jako kompenzaci za očekávanou bulharskou expanzi v Thrákii. 8. října 1912greg. přijel do Sofie rumunský zvláštní vyslanec, který trval na území severně od linie Tutrakan–Balčik. Rumunská vláda Titu Maioresca chtěla posunutím hranice na jih zabezpečit rumunský přístup k Černému moři a železniční trať z Cernavodă–Constanța a vlastní pobřeží rozšířit o další přístav Balčik.
Bulharská vláda se pokusila snížit rumunské nároky tím, že slíbila postoupit dvacet pohraničních vesnic v jižní Dobrudži a neohrožovat rumunskou moc v oblasti zničením opevnění kolem Silistry. Tyto podmínky byly Bukurešti předány na konci listopadu. Diskuse pokračovaly od prosince 1912 do ledna 1913 v Londýně paralelně při projednávání Londýnské smlouvy, ale bezvýsledně.

## Arbitráž
Na konci ledna 1913 obnovilo Rumunsko své požadavky, tentokrát na území až po linii Silistra–Balčik (celkem 3 300 km²) a jednání pokračovala v lednu až únoru 1913 v Sofii a byla rovněž neúspěšná, protože vláda Ivana Gešova odmítla učinit významnější ústupky. Hrozilo, že spor mezi oběma zeměmi přeroste v celoevropský konflikt, protože Rumunsko bylo spojencem Centrálních mocností a Bulharsko je spojencem Dohody. Z tohoto důvodu země obou vojenskopolitických bloků zprostředkovávaly diplomatické řešení. Obě strany souhlasily s arbitráží. 31. březnagreg. začala v Petrohradě konference velvyslanců velmocí (Ruska, Francie, Velké Británie, Itálie, Rakousko-Uherska a Německa) za předsednictví ruského ministra zahraničí Sergeje Sazonova. 9. květnagreg. byl podepsán protokol, kterým Bulharsko postoupilo Rumunsku město Silistra a okolí v okruhu 3 km. Ministr Stojan Danev byl obviněn z přijetí arbitráže jako národní zrady a objevila se lidová píseň s veršem „Zeptejte se Daneva ministra, proč prodal Silistru,“ (bulharsky Попитай Данев министра защо продаде Силистра, Popitaj Danev ministra zašto prodade Silistra).

## Důsledky
Bulharská i rumunská strana byly s tímto kompromisem nespokojeny. Rumunské územní nároky vůči Bulharsku nebyly uspokojeny, a přestože 5. června Rumunsko varovalo Bulharsko, že v případě války uvnitř Balkánského svazu proti němu vojensky zakročí, zaútočila bulharská armáda 16. června 1913 na své bývalé spojence Srbsko a Řecko, čímž vypukla druhá balkánská válka. Rumunsko vojensky intervenovalo a jižní Dobrudžu dobylo, což bylo následně stvrzeno Bukurešťským mírem.